# Губно-губные щёлкающие согласные
Губно-губные щёлкающие согласные (билабиальные щелчки) — группа щёлкающих согласных, первичная смычка (основа клика, influx) которых является губно-губной аффрикатой. Такие звуки имеют фонемный статус лишь в нескольких языках мира: в южнокойсанских языках (напр. къхонг), в севернокойсанских языках чъхоан, в одном слове языка хадза и в ритуальном языке дамин (Австралия).
Как и любые щёлкающие согласные, губно-губные клики должны иметь вторичную смычку (исход кликса, efflux / accompaniment), которая является велярной или увулярной. Соответственно полностью губно-губные щёлкающие согласные записываются двумя знаками: ʘ + обозначение вторичной смычки, которая будучи одновременной, может быть записана как перед первичной, так и после неё. Известны следующие основные губно-губные щёлкающие согласные:
- [k͡ʘ] / [ʘ͡k] глухой велярный губно-губной щёлкающий согласный (может также быть придыхательным, абруптивный, аффрикатой и т. д.)
- [ɡ͡ʘ] / [ʘ͡ɡ] звонкий велярный губно-губной щёлкающий согласный (может также быть с придыхательной фонацией, аффрикатой и т. д.)
- [ŋ͡ʘ] / [ʘ͡ŋ] носовой велярный губно-губной щёлкающий согласный (может также быть глухим, придыхательным и т. д.)
- [q͡ʘ] / [ʘ͡q] глухой увулярный губно-губной щёлкающий согласный
- [ɢ͡ʘ] / [ʘ͡ɢ] звонкий увулярный губно-губной щёлкающий согласный (обычно преназализованный)
- [ɴ͡ʘ] / [ʘ͡ɴ] носовой увулярный губно-губной щёлкающий согласный

В дамине представлен также эгрессивный губно-губной [k͡ʘ↑], единственный в мире эгрессивный щёлкающий согласный.
- Обозначение в МФА: ʘ
- Передняя смычка: губно-губная
- Способ артикуляции: аффриката
- Обозначение в русской практической транскрипции (при передаче имён с койсанских языков): пъ

| Язык  | Слово | МФА   | Перевод |
| ----- | ----- | ----- | ------- |
| Дамин | mǃii  | [ʘ̃iː] | Овощ    |

## Символ «кружочек с точкой внутри»
Для обозначения этого типа звуков используется специальный знак — ʘ или «кружочек с точкой внутри» (англ. bullseye / bull's eye). Официально он был включён в Международный фонетический алфавит в 1979 году, хотя к этому времени он использовался уже как минимум 50 лет. Его имя в юникоде — U+0298 LATIN LETTER BILABIAL CLICK.
Существуют несколько графем, напоминающих фонетический символ ʘ и самостоятельно включенных в Юникод:
- готская буква 𐍈 ƕair.
- кириллическая буква Ꙩ  «Одноглазое О».
- астрономический символ ☉ «Солнце».
- математические операторы ⊙ «circled dot operator» и ⨀ «n-ary circled dot operator».
- геометрический символ ◉ «рыбий глаз».